# EA-Generali Ladies Linz 1995
EA-Generali Ladies Linz 1995 — жіночий тенісний турнір, що відбувся на закритих кортах з килимовим покриттям Intersport Arena в Лінці (Австрія). Належав до турнірів 3-ї категорії в рамках Туру WTA 1995. Відбувсь удев'яте й тривав з 20 до 26 лютого 1995 року.

## Фінальна частина

### Одиночний розряд, жінки
Яна Новотна —  Барбара Ріттнер 6–7, 6–3, 6–4
- Для Новотної це був 3-й титул за сезон і 66-й — за кар'єру.

### Парний розряд, жінки
Мередіт Макґрат /  Наталі Тозья —  Іва Майолі /  Петра Шварц 6–1, 6–2
- Для Макґрат це був 2-й титул за сезон і 20-й — за кар'єру. Для Тозья це був 1-й титул за рік і 12-й — за кар'єру.